# Super Benny
Super Benny è una serie d'animazione italiana, prodotta da KidsMe per Warner Bros. Discovery nel 2022, pubblicata sulla piattaforma Discovery+ dal 1º giugno 2022 e successivamente trasmessa sul canale tematico Frisbee dal 4 luglio 2022.
Il programma vede come protagonista Benedetta Rossi e il marito Marco in versione animata.

## Trama
Benedetta è una star di internet che vive in un casale insieme al marito Marco e alcuni animali, come il cane Cloud, la gallina Lella, il pony Julie, il pavone Blue e gli uccelli Tony e Gino che quando combinano qualche guaio fanno trasformare Benedetta in Super Benny che cercherà di risolvere le varie incombenze della quotidianità.

## Personaggi e doppiatori
| Personaggio             | Doppiatore         |
| ----------------------- | ------------------ |
| Benedetta - Super Benny | Benedetta Rossi    |
| Marco                   | Marco Pagani       |
| Cloud                   | Matteo De Mojana   |
| Lella                   | Marcella Silvestri |
| Julie                   | Gea Riva           |
| Blue                    | Mario Zucca        |
| Tony                    | Orlando Mezzabotta |
| Gino                    | Dario Oppido       |
| Signor Fabrizio         | Luca Bottale       |
| Gisella                 | Federica Valenti   |

## Episodi
| nº | Titolo                        | Pubblicazione     |
| -- | ----------------------------- | ----------------- |
| 1  | Emergenza!                    | 1 giugno 2022     |
| 2  | Webstars                      | 1 giugno 2022     |
| 3  | La torta Lella                | 1 giugno 2022     |
| 4  | Welcome to the jungle         | 1 giugno 2022     |
| 5  | Il signor Fabrizio            | 4 luglio 2022     |
| 6  | Tutti pazzi per la pizza      | 4 luglio 2022     |
| 7  | Roby-Chef 2000                | 12 settembre 2022 |
| 8  | SOS Gisella                   | 12 settembre 2022 |
| 9  | Il prefe-dì                   | 12 settembre 2022 |
| 10 | Casa libera!                  | 12 settembre 2022 |
| 11 | La polpapetta                 | 12 settembre 2022 |
| 12 | Il fantasma dell'uovo mannaro | 12 settembre 2022 |
| 13 | Una merenda da cani           | 20 ottobre 2022   |
| 14 | Il primo appuntamento         | 21 ottobre 2022   |
| 15 | I Bidon - Warriors            | 24 ottobre 2022   |
| 16 | Capre spaziali                | 25 ottobre 2022   |